# Anna-Louise Plowman
Anna-Louise Plowman (ur. 9 maja 1972 w Nowej Zelandii) – brytyjska aktorka filmowa i telewizyjna.

## Filmografia
- Gwiezdne wrota (Stargate SG-1, 1997) jako dr Sarah Gardner / Osiris
- Flick (2000) jako hałasująca kobieta
- The Adulterer (2000) jako Gabriella
- Cambridge Spies (2003) jako Melinda Maclean
- Rycerze z Szanghaju (Shanghai Knights, 2003) jako Debutante
- Cudzoziemiec (The Foreigner, 2003) jako Meredith Casey
- He Knew He Was Right (2004) jako Caroline Spalding
- Days of Darkness (2005)
- Panna Marple: Uśpione morderstwo (Marple: Sleeping Murder, 2005) jako Helen Marsden
- W cieniu matki (These Foolish Things, 2006) jako Aggie
- Wiedźmin (The Witcher, 2019) jako Złotolitka